# Nicolás Buenaventura Alder
Nicolás Buenaventura Alder (Cali, 25 de noviembre de 1918 – Bogotá, 13 de octubre de 2008) fue un pedagogo, historiador, investigador social, ensayista, militante político de izquierda y luchador por la paz colombiano.      
Buenaventura fue un intelectual de orientación marxista con variados intereses que incluían el arte, la dramaturgia, la economía o la filosofía, siendo su vocación central la educación y la pedagogía. Orientó su actividad hacia la formación de adultos que ejercían liderazgo político o que actuaban al interior de movimientos sociales campesinos y obreros colombianos durante la segunda mitad del siglo XX. 

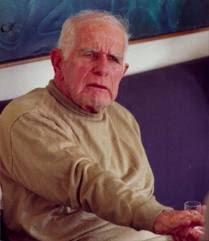

En la última etapa de su vida aportó en pedagogía de los derechos humanos, la paz y a ciudadanía.
El pedagogo colombiano Julián De Zubiría Samper, al realizar una semblanza periodística de Nicolás Buenaventura se refirió a él diciendo que “fue el primer maestro que me permitió concluir que el fin último de la educación no podía ser el aprendizaje, sino el desarrollo del pensamiento".

## Biografía

### Primeros años
Su padre fue Cornelio Buenaventura Torres, de ideología liberal y espíritu aventurero que lo llevó a realizar diferentes actividades económicas y múltiples viajes al exterior, cosa que en los años 20 y 30 del siglo XX en Colombia era poco común. Su madre Julia Emma Alder, era hija de un ingeniero suizo que migró a Colombia a finales del siglo XIX. La familia Buenaventura Alder concibió once hijos, de los cuales han sobresalido en la escena cultural colombiana Enrique y Alejandro.

### Educación formal
Nicolás Buenaventura realizó estudios en el Colegio Santa Librada de Cali y luego adelantó estudios a distancia de ingeniería rural en la Universidad de Scranton de Pensilvania (Estados Unidos), obteniendo el título en 1945. En la década de 1960 realizó estudios de pedagogía de la historia en Moscú.

### Actividad pedagógica y política antes de 1991
Colombia en los años 40 y parte de los 50 vivió una guerra civil llamada La Violencia, promovida por los partidos tradicionales, Liberal y conservador, que culminó con la caída de la dictadura militar de Rojas Pinilla y el establecimiento del sistema político llamado del Frente Nacional, que excluyó a los sectores de izquierda y de movimientos sociales de la participación política. En este periodo Nicolás Buenaventura inició su labor como historiador y pedagogo popular y se afilió al Partido Comunista Colombiano, PCC. Profundizó en varios temas, entre ellos historia del trabajo y como tal participó en labores de reconstrucción del sindicalismo que había sido perseguido en esos años. Se desempeñó como profesor de la Universidad Santiago de Cali en los años setenta y publicó varios ensayos sobre la historia de la Nueva Granada y la Independencia de Colombia.
En el periodo 1965-1970 dirigió en Cali con un grupo de jóvenes historiadores e investigadores sociales el Centro de Investigaciones Marxistas (CIM), y luego se trasladó a Bogotá donde dirigió, y con sus recursos económicos financió, el Centro de Estudios e Investigaciones Sociales (CEIS), organismo de educación política para trabajadores y estudiantes. 
Su investigación sobre los iguazos o trabajadores agrícolas temporarios, principalmente los de la Caña de Azúcar en el Valle del Cauca, y metodológicamente se puede considerar que, dado el grado de compromiso político e investigativo de Buenaventura con el sindicalismo de ese periodo, es pionera de la investigación-acción participativa, que poco tiempo después el sociólogo Orlando Fals Borda, su amigo, teorizaría.
Durante la década de 1980 colocó sus esperanzas, de cambio social en los procesos de paz y en particular en el desarrollo del movimiento político Unión Patriótica, que fue la propuesta que la guerrilla de las FARC-EP adelantó con ciudadanos y organizaciones civiles para encontrar salida al conflicto armado, mediante una tregua de la lucha armada y luego la futura superación de las formas armadas de acción política. El exterminio de la Unión Patriótica, castigó severamente a los sectores democráticos de la izquierda y de los movimientos sociales, sindicales, barriales  y campesinos, frustrando este proceso.

### Actividad posterior a 1992
Nicolás Buenaventura, con la caída del socialismo en la Unión Soviética a inicios de la década del 90, participó intelectualmente en los procesos críticos a las formas ortodoxas del accionar del Partido Comunista Colombiano, que llevaron al retiro voluntario de varios importantes dirigentes. Él continuó con su trabajo intelectual, encontrando espacios laborales alternativos a su militancia política de casi cinco décadas. Fue docente investigador en el SENA, la Universidad Pedagógica Nacionall. Fue asesor del Ministerio de Educación Nacional de Colombia y asesor de la Unesco en los temas de educación, pedagogía, derechos humanos y planificación de la educación en Colombia buscando contribuir a mejorar la democratización de la enseñanza. Escribió profusamente en la prensa y publicó en este, su último periodo de la vida, nuevos ensayos de historia, literatura y pedagogía. Entre los años 2002 y 2007, actuó como asesor de la Secretaría Distrital de Educación de Bogotá.

## Obras
- Interpretación marxista de la sociedad colombiana, Ediciones Los Comuneros, 1960.
- Las tomas de fábricas, CIM, Ediciones Suramérica, 1967.
- Polémica de historia contemporánea, CEIS, Bogotá, 1973.
- Precapitalismo en la economía colombiana. Talleres gráficas modernas, Cali, 1976.
- Por la democracia y el socialismo, Ediciones Suramérica, 1977.
- Método en la educación obrera, Centro de Estudios e Investigaciones Sociales (CEIS), 1978.
- El Dios UIK o la cultura popular en Colombia, Edit. Andes, Bogotá 1980.
- Método en la educación popular, CEIS, 1982.
- En colaboración con Julio Silva Colmenares, El obrero metalúrgico frente a las transnacionales, Fentrametal, 1983.
- Clases y partidos en Colombia, CEIS, 1984.
- Proletarización de empleados y profesionales, Ediciones Suramérica, 1986.
- Unión Patriótica y poder popular, CEIS, 1988.
- En colaboración con Medófilo Medina. Historia del PCC. CEIS. Bogotá, 1989.
- Unión Patriótica y poder popular, CEIS, Bogotá, 1990.
- Un modelo alternativo de educación popular para adultos. CAEPA, Ministerio de Educación de Colombia,1991
- Enseñando a enseñar. Ministerio de Educación de Colombia, 1992.
- ¿Qué pasó, camarada? Santafé de Bogotá: Ed. Apertura, 1992.
- La campana en la escuela, Instituto para el Desarrollo de la Democracia Luis Carlos Galán, 1993.
- El tambor y el humo, Ministerio de Educación, Bogotá, 1994.
- La importancia de hablar mierda o los hilos invisibles del tejido social. Editorial del Magisterio, 1995.
- La escuela grande, Instituto para el Desarrollo de la Democracia Luís Carlos Galán, 1996.
- La maestra por una pedagogía de los derechos humanos en la escuela colombiana. Edi.Piani y Montagut, Barcelona,1997.[9]
- El cuento de PEI y otras historias pedagógicas. Cooperativa Editorial Magisterio. Bogotá, 1997.
- En colaboración con Abel Rodríguez. Pedagogía del Plan decenal de educación. Bogotá ,1998.
- En colaboración con Jacobo Arenas. Trabajo y Pensamiento. Ocean Sur. Bogotá. 2016.[10]